# Demain les loups
Demain les loups (titre original : The Night of the Wolf)) est un recueil de nouvelles écrites de 1944 à 1962 par Fritz Leiber et publié en 1966 aux États-Unis. Les quatre histoires sont indépendantes à l'origine mais elles sont réunies ici comme une même histoire grâce à leurs introductions. C'est un roman de science-fiction post-apocalyptique.

## Contenu
- Le Loup solitaire (The Creature from Cleveland Depths / The Lone Wolf, 1962)
- La Paire de loups (The Night of the Long Knives / The Wolf Pair, 1960)
- Loup fou (Crazy Wolf / Sanity, 1944)
- La Horde des loups (Let Freedom Ring, 1950)

## Synopsis

### Le Loup solitaire
Dans un futur menacé par l'hiver nucléaire, les gens se réfugient dans d'immenses cités-abris. Une famille reste cependant à la surface. Les ingénieurs de l'abri, à court de projets, envoient un homme puiser de nouvelles idées chez cette dernière. En résulte la création d'une intelligence artificielle qui va finir par les dominer.

### La Paire de loups
Les bombes finissent par tomber sur la Terre. Deux survivants se rencontrent au milieu du désert et décident d'instaurer une trêve. Ils rencontrent un troisième survivant qui a fait vœu de ne plus tuer.

### Loup fou
Un semblant de civilisation a été reconstruit. Il est mené d'une main de fer par un président qui n'a plus aucun contact avec la population et dirige à-travers les rapports qu'on lui écrit.

### La Horde des loups
L'histoire de la création d'une civilisation dans le monde qui nous a été introduit par les trois précédentes nouvelles.

## Citation
« Quand, à l'aube de l'histoire, le premier homme se jeta sur le singe, l'estomac plein, une massue à la main et le meurtre dans le cœur, le singe sut que l'homme était fou. Mais il fallut longtemps à l'homme pour s'en apercevoir ». Fritz Leiber

## Édition française
- Le 1er trimestre 1978 chez Presses Pocket coll Science-fiction (1re série - Noir), no 5020. Illustration de Wojtek Siudmak, traduction de Bernadette Jouenne. ISBN  (ISBN 2-266-00496-4).